# Uilebos
Het Uilebos is een bosgebied in de Antwerpse gemeente Wuustwezel. Het bos maakt deel uit van het Groot Schietveld en is een officieel erkend speelbos voor kinderen.